# 一番瀨佳雄

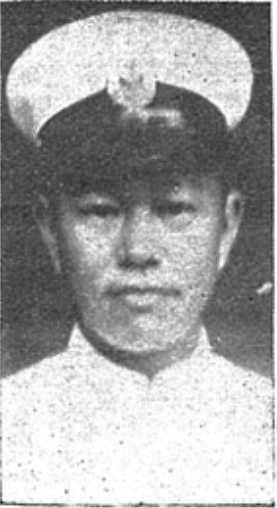
一番瀨佳雄

一番瀨佳雄（日语：／ Ichibangaze Yoshio，1895年6月6日—1964年11月15日），日本東京府人，東京帝國大學畢業，曾在臺灣日治時期擔任過新竹州知事與臺南州知事。在擔任臺南州知事期間，處理了三郊組合解散後的產業歸屬問題，將之移交給「臺南商工會議所」（今臺南市商業會前身）。
1942年7月，就任大日本帝國陸軍司政長官。。擔任日佔荷屬東印度勃良安州長官。。
女兒是日本社會福利學者一番瀬康子。